# Sonar Entertainment
Sonar Entertainment ist ein US-amerikanisches Film- und Fernsehproduktionsunternehmen mit Sitz in New York City.

## Geschichte
1979 gründete Robert Halmi senior das Unternehmen Robert-Halmi-Entertainment. 1988 wurde es von Hal-Roach-Studios übernommen; zwei Jahre später erfolgte die Umbenennung in RHI Entertainment. 1994 verkaufte Halmi das Unternehmen an den Hallmark-Konzern, dieser benannte das Studio in Hallmark Entertainment um. 2006 erwarb Halmi das Studio zurück und gab ihm den früheren Namen RHI Entertainment. 2012 erfolgte die Umbenennung in Sonar Entertainment, nachdem Robert Halmi senior sich aus dem Unternehmen zurückgezogen hatte.

## Produktionen (Auswahl)
als Hallmark Entertainment
- 1998: Das Fenster zum Hof
- 1998: Merlin
- 1999: Reise zum Mittelpunkt der Erde (Miniserie)
- 2000: Das zehnte Königreich (Miniserie)
- 2000: Am Anfang
- 2000: Sommer der Freundschaft
- 2000: Arabian Nights – Abenteuer aus 1001 Nacht
- 2002: Dinotopia
- 2003–2004: Farscape (Fernsehserie)
- 2004: Earthsea – Die Saga von Erdsee (Miniserie)

als RHI Entertainment
- 2007: Tin Man – Kampf um den Smaragd des Lichts
- 2009: Der Seewolf

als Sonar Entertainment
- 2016: The Shannara Chronicles
- 2018: Das Boot